# Голимбиевский, Анатолий Леопольдович
Анато́лий Леопо́льдович Голимбие́вский (15 июля 1921 — 22 сентября 2001) — участник Великой Отечественной войны, орденоносец, герой сражения в Цемесской бухте. Герой Малой Земли.
Моторист эсминца «Сообразительный», — единственный выживший из всей группы, первой принявшей бой в Цемесской бухте под Новороссийском.

Нахимовцы выполняют воинское приветствие Анатолия Леопольдовича Голимбиевского в день Победы. Ленинград, 1989 г. Фото из архива «ИТАР-ТАСС». Снимок Ивана Куртова получил премию «Золотой глаз» в номинации «Повседневная жизнь» World Press Photo

## Биография
Родился в 1921 году в Ленинграде. Русский. Отец оставил семью; мать, работая уборщицей, с трудом содержала пятерых детей.
После окончания средней школы пошёл работать на завод, стал слесарем-инструментальщиком.
В 1939 году призван в армию, служил на Чёрном море мотористом эскадренного миноносца «Сообразительный».
С началом Великой Отечественной войны в осаждённой Одессе подал рапорт о переводе в полк морской пехоты полковника Якова Осипова.
По воспоминаниям С. С. Воркова, Голимбиевский был направлен с эсминца на берег для обороны Одессы в составе группы из 10 человек в конце августа 1941 года.
После оставления Одессы попал в 164-й Отдельный артиллерийский противотанковый дивизион, который прибыл в Крым — был выгружен в Инкермане.
В октябре 1941 года участвовал в боях на Перекопе где был ранен в правую руку — вывезенный с поля боя 21 октября 1941 года, вышел из госпиталя лишь в начале 1942 года и был определён в Новороссийский полуэкипаж, служил в отдельной роте по охране порта и аэродрома.
В 1943 году был зачислен в 393-й отдельный батальон морской пехоты под командованием Цезаря Куникова, который высадился на Малой земле под Мысхако. Под Новороссийском Анатолия Голимбиевского приняли в партию.
П. А. Сажин установил, что после гибели Куникова его подразделение было вывезено на отдых и переформирование и 11 сентября 1943 года под командованием капитан-лейтенанта Василия Ботылева повторно высадилось в Цемесской бухте. Десантники начали штурм Новороссийска, группа Голимбиевского высадилась на территории завода «Красный двигатель».
Голимбиевский был ранен во время атаки пулемётной очередью в ногу (по другой версии — ранен осколком снаряда) и два дня вместе с тринадцатью ранеными десантниками держал оборону в занятом вражеском ДЗОТе. На третий день, раненный и в другую ногу (при попытке добыть воды), один пополз на пулемётное гнездо. Метко бросил «лимонку», но был ранен в правую руку. Он вернулся к товарищам. В живых осталось только четверо. Лишь на седьмые (по другим данным на пятые, после взятия Новороссийска) сутки его эвакуировали с плацдарма на мотоботе.
17 сентября 1943 года был доставлен в Геленджикский морской госпиталь, где у него диагностировали газовую гангрену ног. Ноги пришлось ампутировать.

Участвуя в десантной операции по освобождению г. Новороссийска… при высадке на берег первым бросился вперёд уничтожить вражескую огневую точку в 20—30 метрах от берега. Наскочил на минное поле, раненый, всё же продолжал действовать, отказываясь от оказания помощи. Занял оборону и вёл огонь по контратакующему противнику, уничтожил четырёх немецких солдат при контратаке.— из наградного листа на Орден Красной Звезды от 1 октября 1943 года, за подписью командира 393-го ОБМП, Героя Советского Союза, капитана 3-го ранга В. А. Ботылёва

### После войны
После демобилизации в звании старшины первой статьи Голимбиевский, имевший всего три класса образования, пошёл учиться в техникум, стал работать на заводе «Эталон», вначале электромехаником, затем — радиомонтажником.
Голимбиевский работал инженером в лаборатории радиотехнических измерений Всесоюзного научно-исследовательского института метрологии им. Д. И. Менделеева .
Трудовые успехи отмечены орденом Ленина и орденом Октябрьской Революции, медалями «За доблестный труд» и «Ветеран труда».
Одновременно, окончив музыкальное училище, стал руководить духовым оркестром в одном из институтов Ленинграда.
После войны женился, вырастил дочь.
Скончался в сентябре 2001 года.

## Известность
Получил известность в 1970-х годах, благодаря документальной повести писателя П. А. Сажина. «Севастопольская хроника», в которой одна из глав была посвящена его биографии. Повесть печаталась в журналах «Октябрь», «Роман-газета», неоднократно переиздана отдельными изданиями.
После выхода повести ветерану посвящались статьи в различных изданиях, например, большие биографические статьи была помещены в журналах «Москва» за 1971 год, в старейшем морском журнале «Морской сборник» за 1982 год. О послевоенной трудовой деятельности фронтовика писал журнал «Нева» в 1983 году.
Художник В. Н. Щербаков написал портрет «Выстоял и победил: А. Голимбиевский, матрос-десантник», изданный в серии открыток «Героические подвиги во славу Родины».

Вот перед нами моряк Анатолий Голимбиевский. Это человек удивительной судьбы. Именно удивительной, иначе не скажешь. Дерзко сражаясь с фашистами, весь израненный, он лишается обеих ног. Что делать? Как жить? Но Анатолий Голимбиевский не пал духом. Преданно любимый девушкой, которая ухаживала, за ним в госпитале и стала его женой, Анатолий начинает учиться, заканчивает школу-семилетку, затем радиотехникум. Сегодня он работает инженером Всесоюзного НИИ метрологии. Страницы жизни Анатолия Голимбиевского — это страницы о мужестве советского человека.— Михаил Шевченко, «Роман-газета», 1977 год
Широкую известность приобрела фотография Анатолия Голимбиевского, на которой нахимовцы на набережной в Ленинграде отдают честь безногому фронтовику. Впоследствии этот снимок стал основой для некоторых мемов на анонимных имиджбордах.
Фотография, по словам автора Ивана Куртова, является постановочной, но имела в своём сюжете реальный случай, когда стоявшие на причале моряки без приказа встали по стойке «смирно» и отдали честь Анатолию Голимбиевскому.
Впервые опубликованная в 1989 году в журнале «Смена» и получившая первый приз конкурса «World Press Photo», перепечатанная на первой полосе газеты «Ленинградская правда», фотография затем публиковалась во многих изданиях, так, например, в 2010 году была помещена на обложке журнала «Русский репортёр» в номере ко Дню Победы.

## Награды
- орден Ленина
- орден Октябрьской Революции
- два ордена Отечественной войны I степени (в том числе 06.04.1985)
- орден Отечественной войны II степени
- орден Красной Звезды (14.10.1943)
- медали в том числе:
  - «За оборону Одессы»
  - «За оборону Кавказа»
  - «За Победу над Германией в Великой Отечественной войне 1941—1945 гг.» (1945)
  - «Ветеран труда»